# Lente Hiper-Radiante de Fresnel

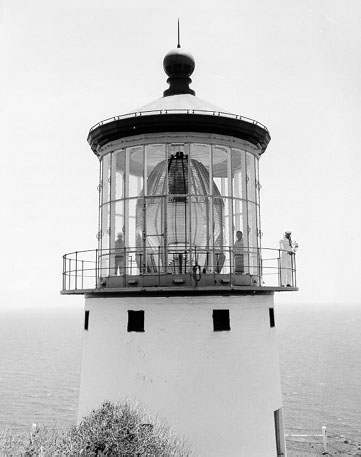
A lanterna do Farol da Ponta de Makapuu, mostrando no interior a lente hiper-radiante; repare no homem na galeria

A Lente Hiper-Radiante de Fresnel (em inglês:  hyper-radial ou hyperradiant) é maior que a lente de Fresnel de "primeira ordem". Têm uma distancia focal (raio) de 1 330 mm, sendo a distância focal, a distância do centro da fonte luminosa à lente. A ideia foi mencionada por Thomas Stevenson em 1869 e proposta pela primeira vez por John Richardson Wigham em 1872 e, novamente proposta por Thomas Stevenson, em 1885.

## História
A primeira hiper-radiante foi feita em 1885, pela empresa F. Barbier em Paris como lente de teste para os ensaios que estavam a decorrer no Farol de South Foreland no Reino Unido. A Chance Brothers Glass Company fez a sua primeira lente hiper-radiante em 1887 no Reino Unido. Foi originalmente chamada "hyperradiant" pot Thomas Stevenson, e mais tarde renomeada "hyper-radial" por James Kenward da Chance Brothers.
As lentes Fresnel hiper-radiantes foram as maiores algumas vez construídas e unicamente instaladas em cerca de duas dúzias de grandes faróis de costa por todo o mundo. Por volta de 1920, as lentes desta dimensão tornaram-se obsoletas devido às novas tecnologias de lâmpadas de alta intensidade, continuando no entanto a serem utilizadas até aos nossos dias numa dezena de grandes faróis, como no Brasil, Farol de Santa Marta e em Portugal, no Farol do Cabo de São Vicente.
Em Portugal, existiu uma outra hiper-radiante no Farol da Berlenga, instalada em 1897 e  que se manteve em funcionamento  durante 88 anos, até 1985, ano em que o farol foi automatizado e o aparelho ótico substituído, encontrando-se agora em exposição no Pólo Museológico da Direcção de Faróis em Paço de Arcos.
Também Moçambique possuía uma destas lentes desde 1913 equipando o Farol do Bazaruto, mas em 1985 já havia relatos de que, embora instalada na primitiva torre, se encontrava inoperacional desde há largos anos e em muito mau estado de conservação. Em Fevereiro de 2007 a passagem do ciclone tropical Favio que causou grande destruição, terá posto fim a este belo equipamento, um dos sobreviventes da tecnologia, e da arte do século XIX, que se terá perdido para sempre.

## Galeria

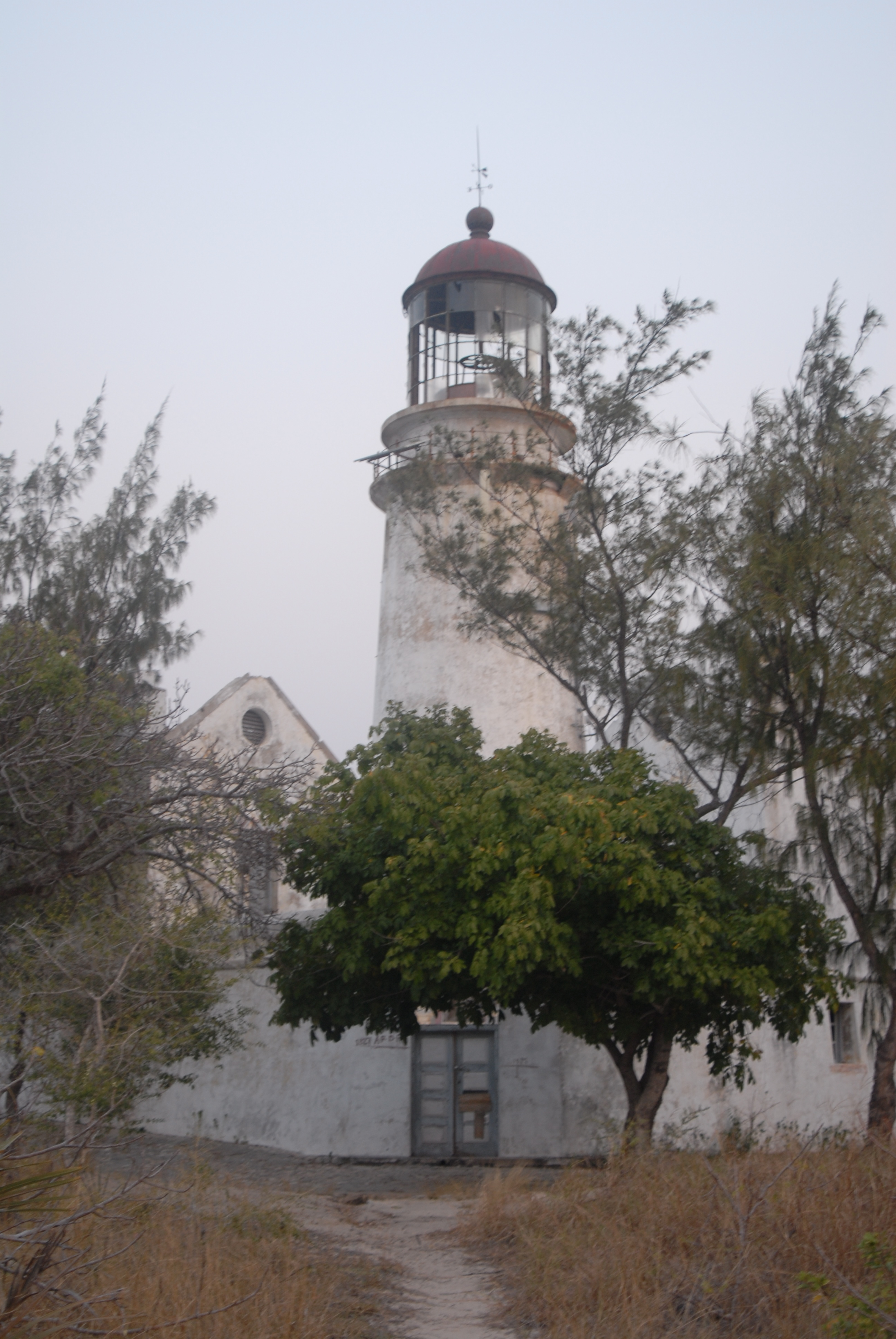
Farol do Bazaruto, Moçambique
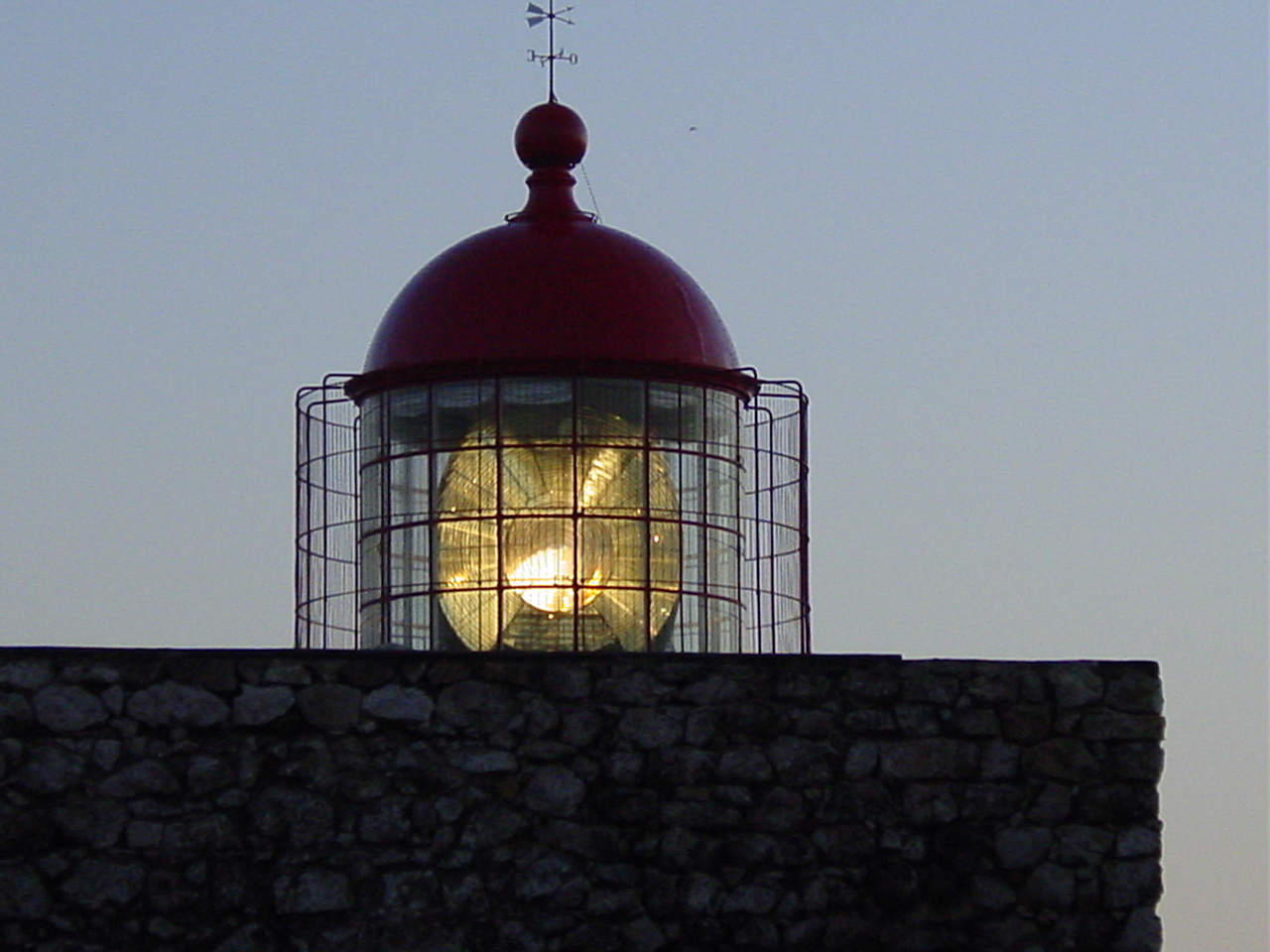
Farol do Cabo de São Vicente, Portugal
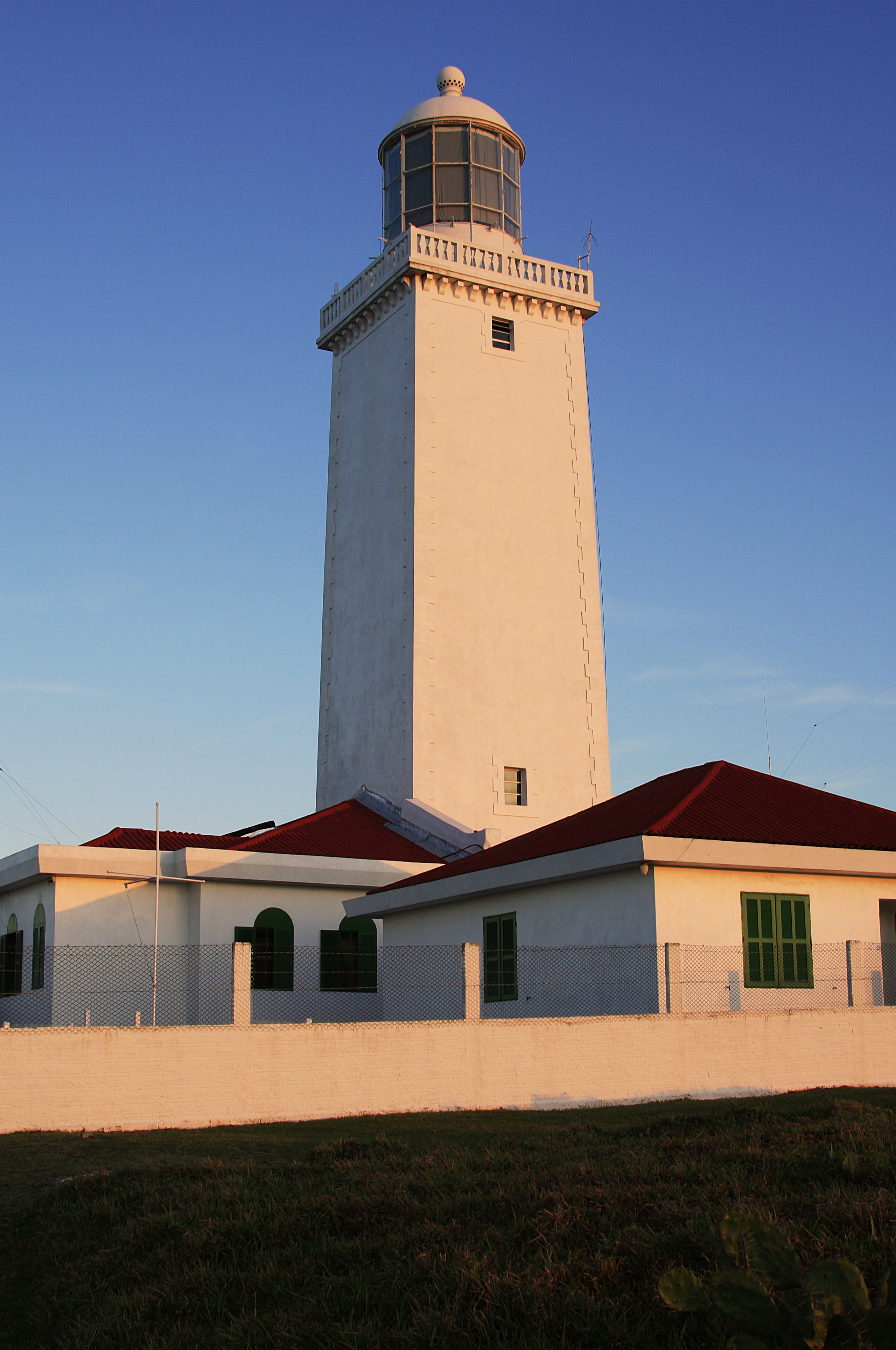
Farol de Santa Marta, Brasil